# لويزة سنديانية الأوراق
لويزة سنديانية الأوراق (الاسم العلمي: Aloysia chamaedryfolia) هو نوع نباتي يتبع جنس اللويزة من فصيلة اللويزية.